# Aegon Surbiton Trophy 2016

El torneo Aegon Surbiton Trophy 2016 es un torneo profesional de tenis. Pertenece al ATP Challenger Series 2016. Se disputó su 13.ª edición sobre superficie dura, en Surbiton, Reino Unido entre el 6 al el 12 de junio de 2016.

## Jugadores participantes del cuadro de individuales
| Favorito | País                                  | Jugador          | Rank1 | Posición en el torneo |
| -------- | ------------------------------------- | ---------------- | ----- | --------------------- |
| 1        | Bandera del Reino Unido               | Daniel Evans     | 91    | Segunda ronda         |
| 2        | Bandera de Australia                  | Jordan Thompson  | 94    | Semifinales           |
| 3        | Bandera de China Taipéi               | Lu Yen-hsun      | 95    | CAMPEÓN               |
| 4        | Bandera de Estados Unidos             | Bjorn Fratangelo | 103   | Semifinales           |
| 5        | Bandera de Alemania                   | Dustin Brown     | 116   | Cuartos de final      |
| 6        | Bandera de Estados Unidos             | Tim Smyczek      | 121   | Primera ronda         |
| 7        | Bandera de la República Popular China | Wu Di            | 148   | Segunda ronda         |
| 8        | Bandera de la India                   | Saketh Myneni    | 149   | Segunda ronda         |

- 1 Se ha tomado en cuenta el ranking del 23 de mayo de 2016.

### Otros participantes
Los siguientes jugadores recibieron una invitación (wild card), por lo tanto ingresan directamente al cuadro principal (WC):
- Liam Broady
- Edward Corrie
- Lloyd Glasspool
- Alexander Ward

Los siguientes jugadores ingresan al cuadro principal tras disputar el cuadro clasificatorio (Q):
- Marius Copil
- Bradley Mousley
- Jonny O'Mara
- Michał Przysiężny

## Campeones

### Individual Masculino
- Lu Yen-hsun derrotó en la final a  Marius Copil, 7–5, 7–6(11)

### Dobles Masculino
- Purav Raja /  Divij Sharan derrotaron en la final a  Ken Skupski /  Neal Skupski, 6–4, 7–6(3)